# Preuilly-sur-Claise
Preuilly-sur-Claise is een gemeente in het Franse departement Indre-et-Loire (regio Centre-Val de Loire). De plaats maakt deel uit van het arrondissement Loches. Preuilly-sur-Claise telde op 1 januari 2022 1.027 inwoners.

## Geschiedenis
Preuilly is ontstaan op een hoogte boven de vallei van de Claise. De plaats groeide op de rechteroever bij een kasteel (Château du Lion) en de benedictijnse Saint-Pierreabdij. De abdijkerk werd gebouwd in de twaalfde eeuw en grondig verbouwd in de vijftiende eeuw. Na de Franse Revolutie werd de abdij gesloten.
De reformatie kende veel aanhangers in Preuilly. Aan het begin van de zeventiende eeuw was een derde van de bevolking protestants.
Preuilly kende een bloeitijd in de negentiende eeuw dankzij de handel en de nijverheid.

## Geografie
De oppervlakte van Preuilly-sur-Claise bedroeg op 1 januari 2022 12 vierkante kilometer; de bevolkingsdichtheid was toen 85,6 inwoners per km². De Claise stroomt door de gemeente.

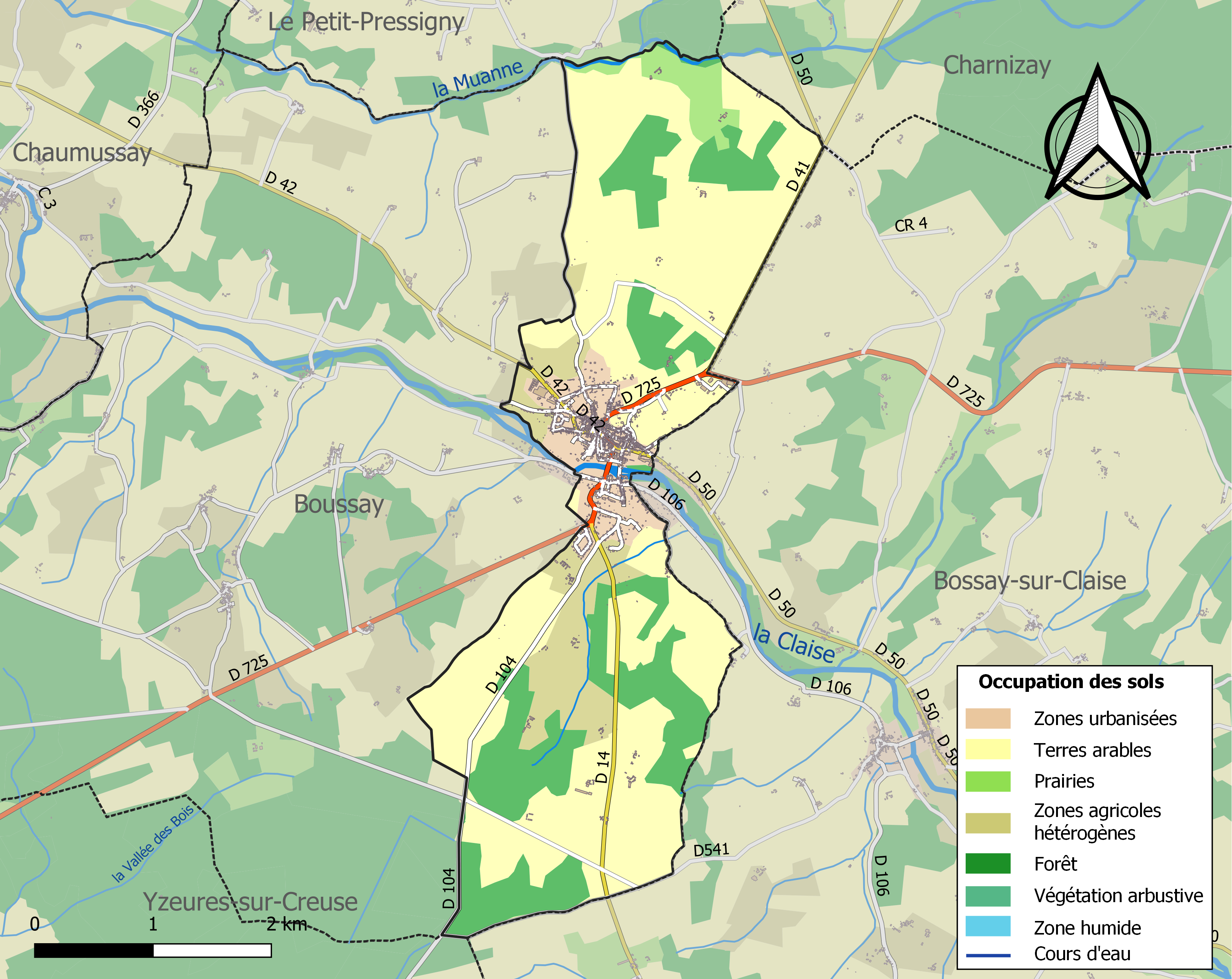
Kaart van de gemeente met belangrijkste infrastructuur, bodemgebruik en omliggende gemeenten

## Demografie
Tussen 1800 en 1870 groeide de bevolking van de gemeente van ongeveer 1.800 naar meer dan 2.000. Onderstaande figuur toont het verloop van het inwonertal (bron: INSEE-tellingen).

## Geboren
- Léon Georget (1879-1949), wielrenner